# 육중 결합

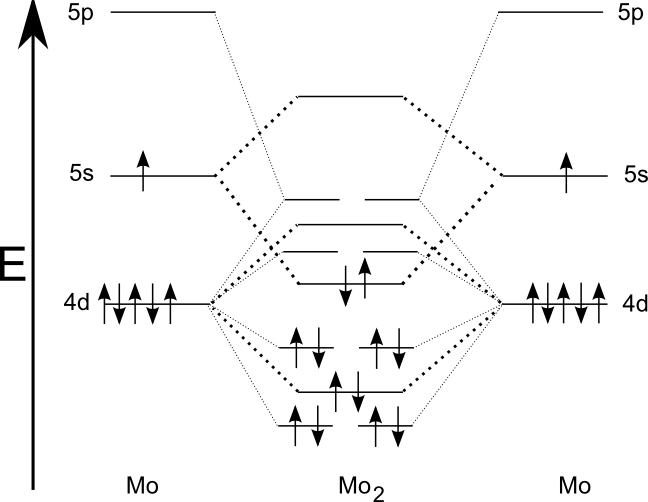
다이몰리브데넘의 MO 다이어그램

육중 결합(영어: sextuple bond)은 12개의 결합 전자를 포함하고 결합 차수가 6인 공유 결합이다. 유일하게 진정한 육중 결합을 가진 것으로 알려진 분자는 기체로 존재하고 끓는점이 각각 4,639 °C (8,382 °F)와 5,930 °C (10,710 °F)인 몰리브데넘 이원자 분자(Mo2)와 텅스텐 이원자 분자(W2)이다. 원자 번호가 약 100 미만인 원소가 원자들 사이에 6보다 큰 차수를 갖는 결합을 형성할 수 없다는 강력한 증거가 있다. 하지만, 서로 다른 원소의 두 원자들 사이에 육중 결합의 가능성은 여전히 존재한다. 서로 다른 원소의 원자 두 개를 갖는 이종핵 시스템 사이의 결합의 경우에는 동일한 한계를 가지지 않을 수도 있다.

## 다이몰리브데넘과 다이텅스텐
다이몰리브데넘(Mo2)은 근적외선 분광분석법이나 자외선 가시광선 분광법 등을 사용한 몰리브데넘 시트를 이용한 레이저 증발법으로 기체 상태의 낮은 온도(7 K)에서 관찰할 수 있다. 다이크로뮴과 같이, 다이몰리브데넘에서도 단일항 상태가 예상된다. 높은 결합 차수는 194 pm의 짧은 결합 길이로 반영된다. 단일항 1Σg+ 바닥 상태도 다이텅스텐에서 예상된다. 그러나, 이 바닥 상태는 두 개의 고립된 텅스텐의 바닥 상태5D0의 결합이나 두 개의 고립된 텅스텐의 들뜬 상태7S3의 결합으로 발생한다. 이 중 후자만이 안정적이고 육중 결합을 갖는 다이텅스텐 이합체이다. 다이몰리브데넘과 다이크로뮴도 동일한 방법으로 각각의 이합체의 가장 안정된 바닥 상태에 도달한다.

## 참고 문헌
- Chisholm, M. H. (Feb 2007). “Metal to metal multiple bonds in ordered assemblies”. 《PNAS》 104 (8): 2563–70. Bibcode:2007PNAS..104.2563C. doi:10.1073/pnas.0610364104. PMC 1815223. PMID 17299047.
- Norman, Joe G., Jr.; Ryan, P. Barry (1980). “Metal–metal bond energies in diatomic molybdenum, octachloromolybdate, and molybdenum formate”. 《J. Comput. Chem.》 1 (1): 59–63. doi:10.1002/jcc.540010107.
- Atha, P. M.; Hillier, I. H.; Guest, M. F. (1980). “Electron correlation and the nature of the sextuple bond in the dimolybdenum molecule”. 《Chem. Phys. Lett.》 75 (1): 84–86. Bibcode:1980CPL....75...84A. doi:10.1016/0009-2614(80)80469-6.
- Wood, Carol; Doran, Mark; Hillier, Ian H.; Guest, Martyn F. (1980). “Theoretical study of the electronic structure of the transition metal dimers, Sc2, Cr2, Mo2 and Ni2”. 《Faraday Symposia of the Chemical Society》 14: 159–169. doi:10.1039/fs9801400159.